# 雙栗神社
雙栗神社（さぐりじんじゃ）は、京都府久世郡久御山町にある神社。式内社で、旧社格は郷社。

## 祭神
祭神は次の七柱。
- 天照大神（あまてらすおおみかみ）
『日本書紀』では「天照大神」、『古事記』では「天照大御神」と表される。日本神話に登場する神。天岩戸の戸隠れで有名である。
- 素盞嗚命（すさのおのみこと）
『日本書紀』では「素戔嗚尊」、「素戔男尊」、『古事記』では「建速須佐之男命」（たけはやすさのおのみこと）と表される。こちらも日本神話に登場する神である。
- 事代主命（ことしろぬし）
日本神話に登場する神。大国主の子とされる。
- 応神天皇（おうじんてんのう）
『日本書紀』では「譽田天皇」（ほむたのすめらみこと）、『古事記』では「品陀和氣命」（ほむだわけのみこと）と表される。4世紀末から5世紀初頭に実在した可能性が高い天皇とされている。
- 比咩大神（ひめがみ）
- 仁徳天皇（にんとくてんのう）
- 神功皇后（じんぐうこうごう）

## 歴史
雙栗神社は佐山双栗に鎮座し、「延喜式神名帳」に記載されている神社で、「三代実録」貞観元年（859）正月27日の条に見える雙栗神と考えられている。
中世以降から明治時代までは、石清水八幡宮の分霊を祀ったことから椏本（あてもと）（一品）八幡宮と呼ばれ、江戸時代後期に刊行された地誌「都名所図会」にもその名で登場しており、「大久保の西のほう二十町ばかり佐山村の中にあり」と紹介されている。

## 境内

### 本殿
雙栗神社の本殿の規模と形式は、石清水八幡宮の分霊を祀ることから三間社（正面の柱間が三間の本殿）流造に造られている。社伝によれば、本殿の建立年については、室町時代末期の1494年（明応3年）頃と考えられている。屋根は檜皮葺（ひわだぶき）で、正面に向拝を付けている。
本殿の斗供間には向かって左に「花と鳥」、右に「紅葉と鹿」を彫刻した蟇股（かえるまた）がある。また、脇障子の上部には「りすとぶどう」をあしらった精巧な彫刻をほどこしている。本殿は、昭和55年～56年にかけて彩色の塗替えと屋根の葺替が行われた。

### 雙栗神社のクスノキ
本殿の北側には樹高30m、幹回り535cmの巨樹であり、樹齢400～500年と推測されるクスノキがある。注連縄が巻かれ、根元には稲荷社の小祠が祀られていることから古来より御神木として住民に親しまれたことがわかる。この付近は低地で洪水常襲地であったことから巨木が比較的少なく、樹勢も旺盛なことから極めて貴重な巨樹であり、1993年（平成3年）6月「京都の自然200選（植物部門）」に選ばれ、1994年（平成8年）2月には町指定の天然記念物に指定された。

## 文化財

### 重要文化財（国指定）
- 雙栗神社本殿[1]

### 登録有形文化財（国登録）
- 雙栗神社拝殿、本殿門、玉垣、石鳥居（建造物） - 2014年（平成26年）4月国登録

### 久御山町指定天然記念物
- 雙栗神社のクスノキ

## 現地情報
所在地
- 京都府久世郡久御山町佐山双栗55

交通アクセス
- 最寄バス停：京阪バス・京阪宇治交通バス　バス停「久御山団地口」下車後、北へ徒歩約2分